# Béatrice-Hiéronyme de Lorraine
Béatrice-Hiéronyme de Lorraine (1er juillet 1662 - 9 février 1738) est une aristocrate française membre de la Maison de Guise. Elle devient abbesse de Remiremont en 1710.

## Biographie
Fille de François-Marie de Lorraine et de sa seconde épouse Anne de Lorraine, elle est connue comme Mademoiselle de Lillebonne dans sa jeunesse.

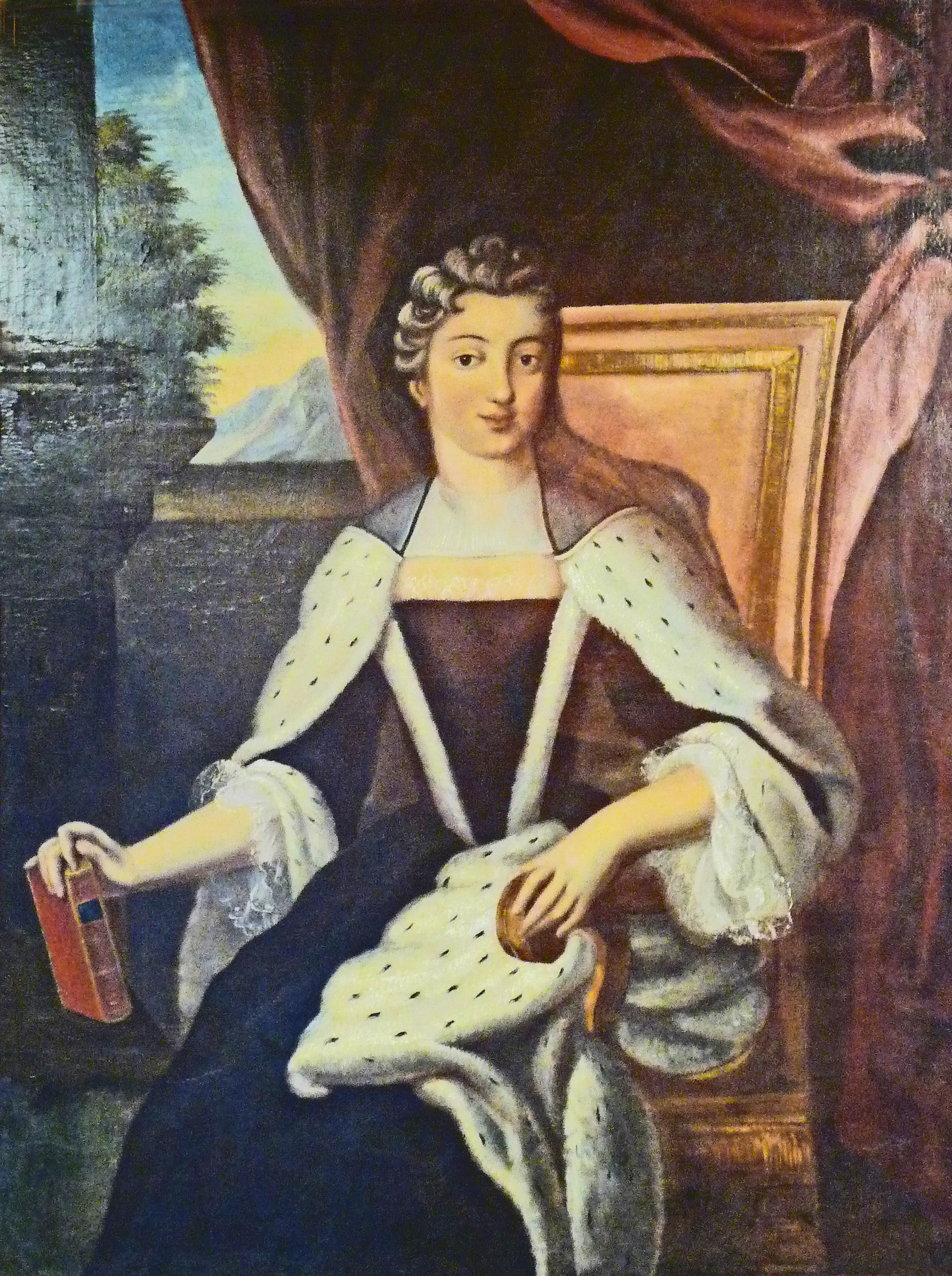
Portrait de Béatrix-Hiéronyme de Lorraine, école française, XVIIIe siècle, Musée Charles de Bruyères, Remiremont.

Proche de Louise-Françoise de Bourbon, fille de Louis XIV et de Madame de Montespan et épouse de Louis III de Bourbon-Condé (1668-1710), elle envisage un mariage avec François II d'Este en 1686. Louis XIV soutint d'abord le projet qui échoue, le duc épousant finalement Marguerite-Marie Farnèse. Membre de la Maison du Grand Dauphin, elle devient coadjutrice de l'abbaye de Remiremont en 1705, puis abbesse en 1710, prenant la succession de Christine de Salm. Elle le restera jusqu'à sa mort en 1738. Elle n'en aurait pas moins contracté secrètement une union avec son cousin, le chevalier de Lorraine, amant de "Monsieur", frère unique du roi.